# Bacia do Ganges

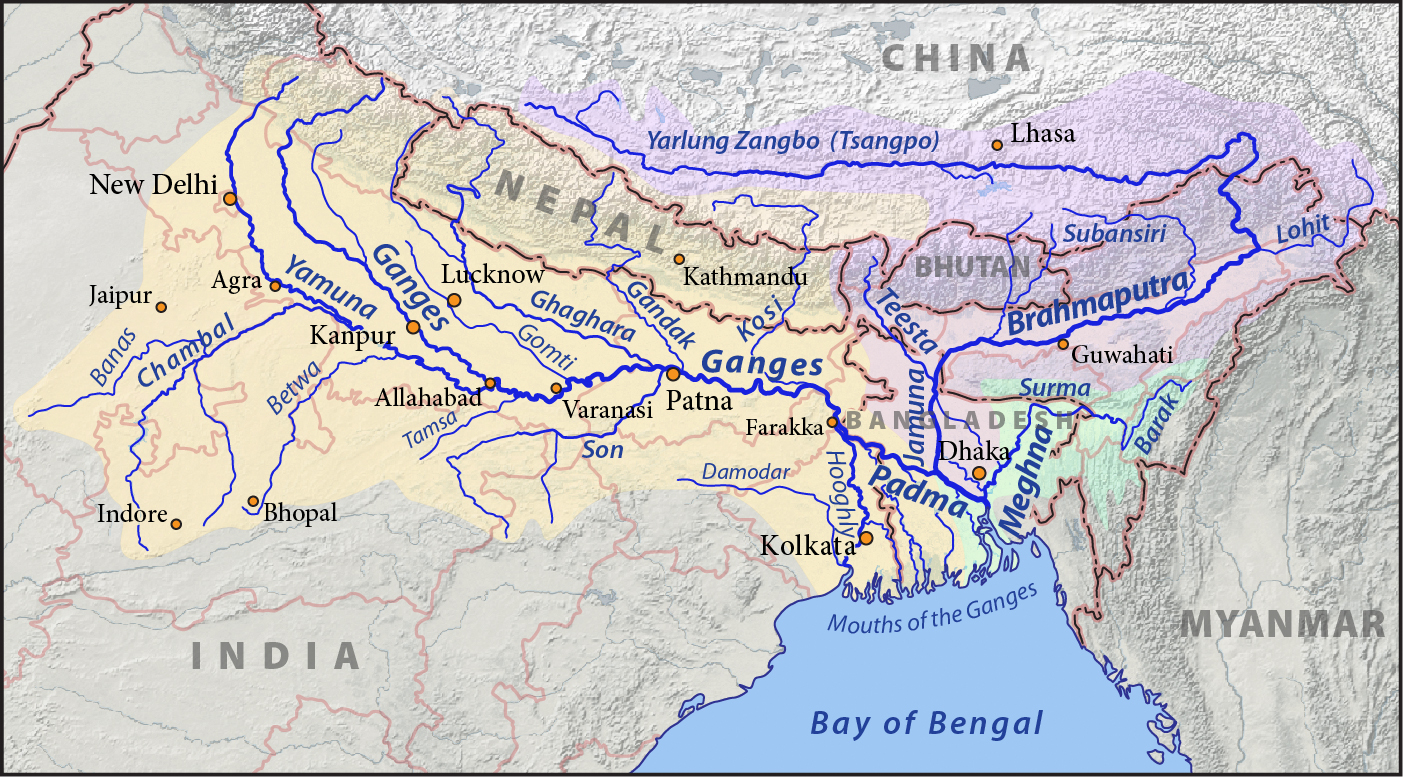

A bacia do Ganges faz parte da bacia do Ganges - Brahmaputra que drena 1.086.000 quilômetros quadrados no Tibete, Nepal, Índia e Bangladesh . Ao norte, o Himalaia ou cordilheiras paralelas inferiores formam a divisão Ganges-Bramaputra. A oeste, a bacia do Ganges faz fronteira com a bacia do Indo e a cordilheira Aravali . Os limites do sul são Vindhya Range e Chotanagpur Plateau . No leste, o Ganges se junta ao Brahmaputra através de um complexo sistema de afluentes comuns na Baía de Bengala . Sua área de influência fica nos estados de Uttar Pradesh (294.364 km²), Madhya Pradesh (198.962 km²), Bihar (143.961 km²), Rajastão (112.490 km²), Bengala Ocidental (71.485 km²), Haryana (34.341 km²), Himachal Pradesh (4.317 km²), Delhi, Arunachal Pradesh (1.484 km²), todo o Bangladesh, Nepal e Butão . Alguns afluentes fluem no Tibete antes de fluir para o sul através do Nepal. A bacia tem uma população de mais de 500 milhões de habitantes, tornando-se a bacia hidrográfica mais populosa do mundo.
A bacia contém vales semiáridos ao norte do Himalaia, cadeias montanhosas densamente arborizadas ao sul das cadeias montanhosas mais altas, colinas de Sivalik e a fértil planície do Ganges . As terras altas centrais ao sul da planície do Ganges têm planaltos, colinas e montanhas intercaladas entre vales e planícies fluviais. Tipos de solo importantes da bacia são areia, marga, argila e suas combinações.